# 交響曲第7番 (ヴィラ＝ロボス)
交響曲第7番「平和の旅」（Odisséia da paz）は、エイトル・ヴィラ＝ロボスが1945年に作曲した交響曲。

## 概要
ヴィラ＝ロボスはデトロイトで開催されるコンクールのために、1945年にリオデジャネイロで本作の作曲に着手した。大会規定に則り、作品はA. Caramurúという偽名を用いて匿名での提出となった。大会での受賞は逃している。初演は1949年3月27日に、ロンドンで作曲者自身の指揮、ロンドン交響楽団の演奏によって行われた。
この交響曲は1945年5月7日のドイツ降伏の直後に書かれており、「平和の旅」（Odisséia da paz）という副題が付された。しかし、公式のヴィラ＝ロボス作品カタログの第2版では一か所で「人種の旅」（Odisséia de uma raça）という名称と短い筋書きが書き入れられている。
津波が地球の一部を分かつ。丘陵や山脈が姿を現し、人類の目に曲がりくねった不規則な前途を明らかにする、ちょうど世紀の変わり目に人生が辿る道筋のように。地球上に丘や山が存在する限り、人々は平和を希求する。地球に固く頑丈に埋められた丘陵と山脈が、人々を打ち壊して模倣しようとするあらゆる者から人類を守り、その企みを徒労に終わらせる。

## 楽器編成
ピッコロ2、フルート3、オーボエ3、コーラングレ、クラリネット3、バスクラリネット2、ファゴット3、コントラファゴット2、ホルン6、トランペット4、トロンボーン4、チューバ、ティンパニ、タムタム、シンバル、トライアングル、パンデイロ、ショーカリョ、グロッケンシュピール、ヘコヘコ、スネアドラム、大型のスネアドラム、バスドラム、ノバコード、シロフォン、ヴィブラフォン、チェレスタ、ハープ2、ピアノ、弦五部。

## 楽曲構成
全4楽章で構成される。演奏時間は約30分
1. Allegro vivace
2. Lento
3. Sčerzo (Allegro non troppo)
4. Allegro presiso